# Brian Wellman
Brian Wellman (Bermuda, 8 de setembro de 1967) é um ex-atleta das Bermudas, especialista em triplo salto. Foi vice-campeão mundial nos Campeonatos de 1995 e foi campeão mundial em pista coberta no mesmo ano. A sua melhor marca ao ar livre, de 17.62 m, foi obtida em El Paso, Texas, em altitude. No entanto, conseguiu fazer 17.72 m em pista coberta, na prova em que se sagrou campeão mundial em Barcelona, no dia 12 de março de 1995.
Esteve presente em quatro edições dos Jogos Olímpicos:em 1988 não passou das qualificações; em 1992 foi 5º classificado; em 1996 foi sexto e, finalmente, em 2000 voltou a ser eliminado na fase inicial.